# Bai Jinshi
Bai Jinshi (白金石S; Jilin, 18 maggio 1999) è uno scacchista cinese.
Ha ottenuto il titolo di Grande Maestro in settembre 2015, all'età di 16 anni.

## Principali risultati
- 2009  – vince il Campionato del mondo U10 ad Adalia;
- 2014  – vince, ex æquo con Kamil Dragun, il "London Chess Classic Open";
- 2017  – vince il festival di Groninga, per spareggio tecnico su Sergej Tivjakov;[3];
- 2018  – in marzo vince il 32° open di Cannes; in aprile è pari primo con Wen Yang nel Campionato cinese (secondo per il Buchholz);
  in dicembre vince a Las Vegas il 28° North American Open;[4]
- 2019  – in marzo vince a Saint Louis la sezione B del torneo "Spring Chess Classic".[5]

Ha raggiunto il massimo rating FIDE in marzo 2020, con 2618 punti Elo.